# Bodil Heister
Bodil Heister (født 26. februar 1952) er en dansk komponist og musiker, som spiller klaver og harmonika.
Hun er datter af Hans Heister og uddannet på Det Kongelige Danske Musikkonservatorium. Bodil Heister har bl.a. komponeret musikken til Jul på Slottet, Tivoli Symfoni til Tivoli Gardens 150 års jubilæum samt opera til Den Jyske Opera, bl.a. Det forjættede land.
Hun har modtaget Grethe Kolbes Mindelegat 2004, Komponist Kaj Møllers Legat, August Theodor Hassels Kunstnerlegat og blev optaget i Kraks Blå Bog 2003. Hun har været nomineret til Danmarks Radios Bolero-Pris, 2003, 2004 og 2005